# Túnel Menora
El Túnel Menora (en malayo: Terowong Menora) es el túnel vehicular localizado bajo la cordillera de Keledang en Perak, en el país asiático de Malasia. Se trata de un túnel de 800 metros de la autopista del norte de la ruta Norte-Sur, cerca de Jelapang. 
El túnel de Menora fue inaugurado oficialmente en 1986. Hay dos túneles de lado a lado para cada dirección. Después de que el túnel va hacia el sur, la carretera es bastante empinada y sinuosa, y muchos de los vehículos pesados como camiones y autobuses sufren accidentes.-